# Hogmanay

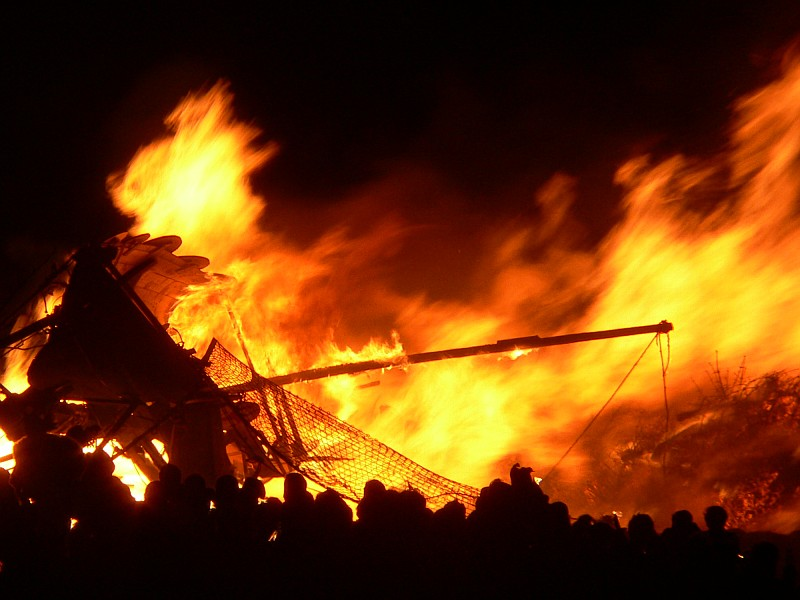
L'Hogmanay di Edimburgo.

Hogmanay (pronuncia [ˌhɔɡməˈneː] con l'accento sull'ultima sillaba) è la parola scozzese che definisce l'ultimo giorno dell'anno ed è sinonimo delle feste e delle celebrazioni associate al capodanno. In genere i festeggiamenti iniziano il 31 dicembre e si protraggono fino al mattino del 1º gennaio, Ne'erday, o a volte fino al 2 gennaio.

## Origini
Le radici dell'Hogmanay risalgono forse alla celebrazione del solstizio d'inverno nelle popolazioni norrene, incorporando anche le usanze della celebrazione gaelica di Samhain. I vichinghi celebravano lo Yule, che in seguito contribuì ai Dodici giorni di Natale, il periodo religioso e festivo che intercorre tra il Natale e l'Epifania – solitamente considerata il Tredicesimo Giorno.  Hogmanay è  la celebrazione più tradizionale in Scozia. Questo potrebbe essere stato il risultato della Riforma protestante dopo la quale il Natale iniziò ad essere visto come una festa papista .

## Tradizioni
Ci sono molte tradizioni, sia nazionali che locali, associate all'Hogmanay. L'usanza nazionale scozzese più diffusa è la pratica del quaaltagh o "primo passo", che inizia immediatamente dopo la mezzanotte. La prima persona a varcare la soglia di casa di un amico o vicino, implica l'offerta di un dono simbolico, come il sale (oggi meno comune), carbone, shortbread, whisky o black bun (una torta ricca di frutta); questi doni simbolizzano diversi auguri di buona fortuna al capofamiglia. Cibo e bevande vengono dati agli ospiti. Queste visite e scambio di doni possono andare avanti fino alle prime ore del mattino e anche fino al giorno successivo.
Il festival di Hogmanay della città di Edimburgo durante la notte di capodanno, è una delle maggiori celebrazioni della festa, con fiaccolate e fuochi artificiali.